# Motosilurante
Le motosiluranti (inglese: Motor Torpedo Boat o MTB) sono state delle piccole unità militari navali di attacco le cui caratteristiche erano la maneggevolezza e la velocità con cui si avvicinavano alle navi nemiche per il lancio di siluri. Prive di ogni protezione contro il fuoco nemico, la loro principale arma di difesa era la velocità e manovrabilità (soprattutto mentre si ritiravano), oltre alla silenziosità e alla difficoltà di individuarne la sagoma di notte o nella nebbia (nell'attacco a bassa velocità). Il loro dislocamento andava da 20 a 30 tonnellate, anche se esistevano piccole motosiluranti di circa 10 tonnellate, mentre quelle maggiori, utilizzate dai tedeschi nella seconda guerra mondiale, raggiungevano e superavano le 100 tonnellate a pieno carico.
Anche i sovietici e i cinesi negli anni cinquanta produssero delle motosiluranti di grosse dimensioni, prossime alle 200 tonnellate e progettate per operare anche in mare aperto, mentre alla fine degli anni trenta la marina dell'URSS mise in produzione alcune MTB particolarmente veloci ma praticamente incapaci di tenere il mare in tempesta e, per lo scafo in leghe super-leggere, costrette ad essere ricoverate fuori dall'acqua salata quando non erano impegnate.

## Sviluppi e impiego bellico
I britannici e gli italiani hanno cominciato a sviluppare questo tipo di nave sin dall'inizio del ventesimo secolo. La MTB italiane erano denominate MAS (Motoscafo Armato Silurante), mentre quelle tedesche erano denominate Schnellboote.
Alcune di queste unità della Marina militare britannica come le Fairmile D potevano essere configurate sia come MGB Motor Gun Boat (motocannoniere) che come motosiluranti o abbinare le due configurazioni. Questa caratteristica venne copiata da molte marine nel dopoguerra, tra cui quella italiana.

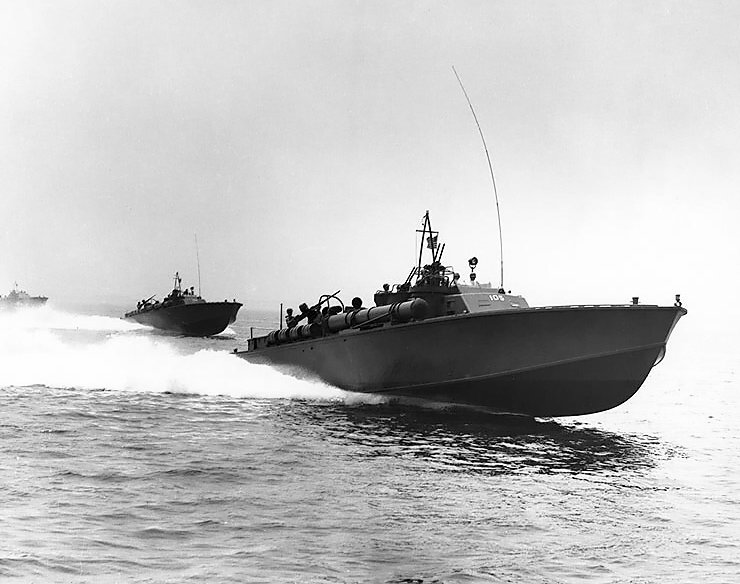
La PT-105 della US Navy ad alta velocità

Nella Marina militare degli Stati Uniti vennero utilizzate le PT Boat, acronimo di Patrol/Torpedo Boat, cioè Battello da Pattugliamento e Silurante; queste unità leggere vennero usate spesso nel Pacifico durante la seconda guerra mondiale in operazioni di pattugliamento e sbarramento, per esempio contro l'Espresso di Tokyo. Vennero soprannominate the mosquito fleet (flotta di zanzare) dagli americani mentre i giapponesi le chiamavano "battelli del Diavolo". Tra i comandanti di queste unità vi fu anche John Fitzgerald Kennedy.
I PT boat, oltre ad affondare diverse unità navali (militari o mercantili) avversarie, furono impiegati per infiltrare od esfiltrare sabotatori e spie, trasportare rifornimenti e soccorsi a posizioni isolate di marine e fanti nelle isole del Pacifico, recuperare piloti abbattuti e appoggiare operazioni di sbarco, tutti ruoli assunti, più o meno, dalle unità similari delle altre marine.
Mentre la Regia Marina nella prima guerra mondiale produsse un grandissimo numero di MAS, ottenendo anche grandi successi (tra cui, ad esempio, l'affondamento di una nave da battaglia modernissima), il numero delle motosiluranti italiane nel secondo conflitto mondiale fu minore, inoltre i MAS italiani erano troppo piccoli, molto veloci (con scafo a spigolo), ma poco marini e pericolosi da impiegare con il mare molto mosso. Per questo motivo, dopo il 1941, la Regia Marina incorporò e copiò le motosiluranti iugoslave catturate (prodotte all'inizio degli anni '30 in Germania, ed appartenenti alla classe S 7), come MS (moto siluranti). Le MS, a differenza dei MAS ,avevano uno scafo ad U, erano leggermente più lente, ma più stabili, meglio armate (mitragliatrici e cannoncini anti aerei), con una superiore capacità di trasporto per le armi anti som (bombe di profondità) e, soprattutto, molto migliori in condizione di mare mosso. Proprio dalle MS vennero i maggiori affondamenti effettuati da questo tipo di unità dalla Regia Marina nel secondo conflitto mondiale, tra cui un incrociatore pesante da più di 10.000 tonnellate nelle acque del Canale di Sicilia, quando le motosiluranti MS 16 e MS 22 affondarono durante la Battaglia di mezzo agosto l'incrociatore leggero britannico Manchester che, con le sue 11.350 tonnellate a pieno carico, fu la nave da guerra di maggior dislocamento perduta ad opera di motosiluranti su tutti i teatri operativi della seconda guerra mondiale. Nel corso della stessa battaglia, il 13 agosto 1942 LA MS 11 affondò il piroscafo britannico Glenorchy.

## Nella Marina Militare
Nel dopoguerra alcune di queste unità alleate, quali le Vosper 70ft., le Higgins 78ft. e le Elco 80ft. rimaste abbandonate in Italia vennero acquistate nel 1947 presso l'A.R.A.R. e poiché in forza del Trattato di pace del 1947, alla Marina Militare Italiana non era consentito l'impiego di motosiluranti queste unità vennero iscritte nel Quadro del Naviglio ausiliario con la classificazione Galleggianti Inseguimento Siluri (G.I.S.) e rimorchiate negli arsenali di Taranto e di La Spezia per provvedere al loro ripristino. In totale vennero acquistate ventisei motosiluranti U.S.A., concesse durante la guerra alla Gran Bretagna in Lend-Lease e restituite pro forma alla US Navy a fine guerra. Dopo un approfondito controllo delle effettive condizioni di ogni imbarcazione, fu presa la decisione di riarmare le Higgins, parte delle Vosper e nessuna delle due Elco, tra l'altro di modello piuttosto obsoleto e reduci da un più lungo ed intenso impiego bellico con la Royal Navy. L'esigenza per la quale queste unità erano state acquisite era quella di poter disporre di un discreto numero di unità veloci costiere da impiegare nell'allora delicato settore dell'Adriatico, per il possibile contrasto alle motosiluranti jugoslave. In totale, oltre alle due Elco scartate, vennero acquistate sette Higgins, tutte entrate in servizio e riarmate, e diciannove Vosper, tredici delle quali riallestite, sei cannibalizzate.
Decadute le clausole del Trattato di Pace, tutte le unità furono iscritte nel Quadro del Naviglio Militare il 1º aprile 1951 e poi classificate motosiluranti il 1º novembre 1952.